# کنه‌کش

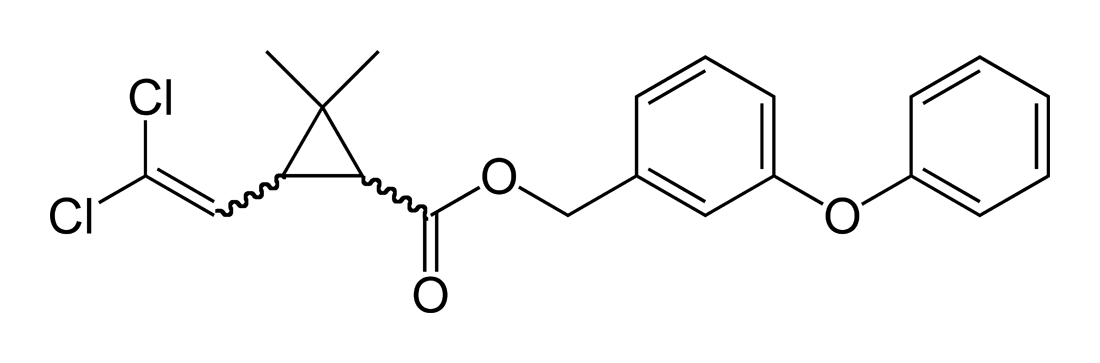
ساختار شیمیایی پرمترین، یک کنه‌کش رایج

کنه‌کش‌ها (به انگلیسی: Acaricide) آفت‌کش‌هایی هستند که اعضای زیرگروه عنکبوتیان را که شامل کنه‌ها و هیره‌ها می‌شود از بین می‌برند. کنه‌کش‌ها هم در پزشکی و هم در کشاورزی استفاده می‌شوند، اگرچه سمیت انتخابی مورد نظر بین این دو زمینه متفاوت است.

## واژه‌شناسی
بسته به گروه مورد نظر گاهی از کلمات خاص‌تری استفاده می‌شود:
- «اکزودکش‌ها» موادی هستند که کنه‌های حیوانی را از بین می‌برند.
- «کنه‌کش‌ها» موادی هستند که کنه‌های گیاهی را از بین می‌برند.
- اصطلاح اسکابیسید باریک‌تر است و به عواملی اشاره دارد که به‌طور خاص Sarcoptes را هدف قرار می‌دهند.
- اصطلاح «عنکبوتی‌کش» عمومی‌تر است و به عواملی اشاره دارد که عنکبوتیان را هدف قرار می‌دهند. این اصطلاح بسیار به ندرت استفاده می‌شود، اما گاهی در نوشته‌های غیررسمی ظاهر می‌شود.

به عنوان یک موضوع عملی، کنه‌ها یک گروه پیراتبار هستند و کنه‌ها و هیره‌ها معمولاً به عنوان یک گروه واحد در نظر گرفته می‌شوند.